# 和歌山県の登録有形文化財一覧
和歌山県の登録有形文化財一覧（わかやまけんのとうろくゆうけいぶんかざいいちらん）は、和歌山県にある登録有形文化財の一覧。
和歌山県教育委員会ウェブサイトを出典とする。

## 紀北

### 和歌山市
- 井上家住宅
- 御前家住宅主屋
- 御前家住宅台所棟
- 御前家住宅土蔵
- 中筋家住宅主屋
- 中筋家住宅離れ座敷及び東蔵
- 中筋家住宅西蔵
- 中筋家住宅長屋門
- 中筋家住宅便益棟
- 旧西本組本社ビル
- 旧加太警察署庁舎（中村家住宅主屋）
- 島村家住宅主屋
- 島村家住宅門及び塀
- 三尾家住宅主屋
- 三尾家住宅土蔵
- 坂部家住宅主屋
- 坂部家住宅離座敷
- 坂部家住宅乾蔵
- 坂部家住宅門長屋
- 小西家住宅主屋
- 小西家住宅土蔵
- 小西家住宅門及び塀
- 多田家住宅（旧和中家住宅）主屋
- 加田家住宅主屋
- 加田家住宅土蔵
- 加田家住宅茶室
- 加田家住宅腰掛待合
- 加田家住宅露地門
- 加田家住宅社
- 加田家住宅鳥居
- 加田家住宅表門
- 加田家住宅塀
- 梅本家住宅主屋
- 梅本家住宅土蔵
- 梅本家住宅納屋及び車庫
- 和田家住宅主屋
- 和田家住宅土蔵
- 和田家住宅塀
- 宇藤家住宅主屋
- 宇藤家住宅長屋門
- 宇藤家住宅納屋
- 宇藤家住宅門
- 長多家住宅主屋
- 長多家住宅土蔵
- 長多家住宅門長屋
- 長多家住宅土塀
- 平松家住宅主屋
- 平松家住宅長屋門
- 旧松井家別邸主屋（がんこ六三園）
- 旧松井家別邸表門
- 旧松井家別邸茶室
- 旧松井家別邸北土蔵
- 旧松井家別邸南土蔵
- 旧松井家別邸給水塔
- 旧松井家別邸浴室棟
- 旧松井家別邸便所
- 旧松井家別邸裏門
- 旧松井家別邸土塀
- 木綿家住宅主屋
- 木綿家住宅離れ
- 木綿家住宅土蔵
- 木綿家住宅門及び塀
- 和歌山県庁舎本館

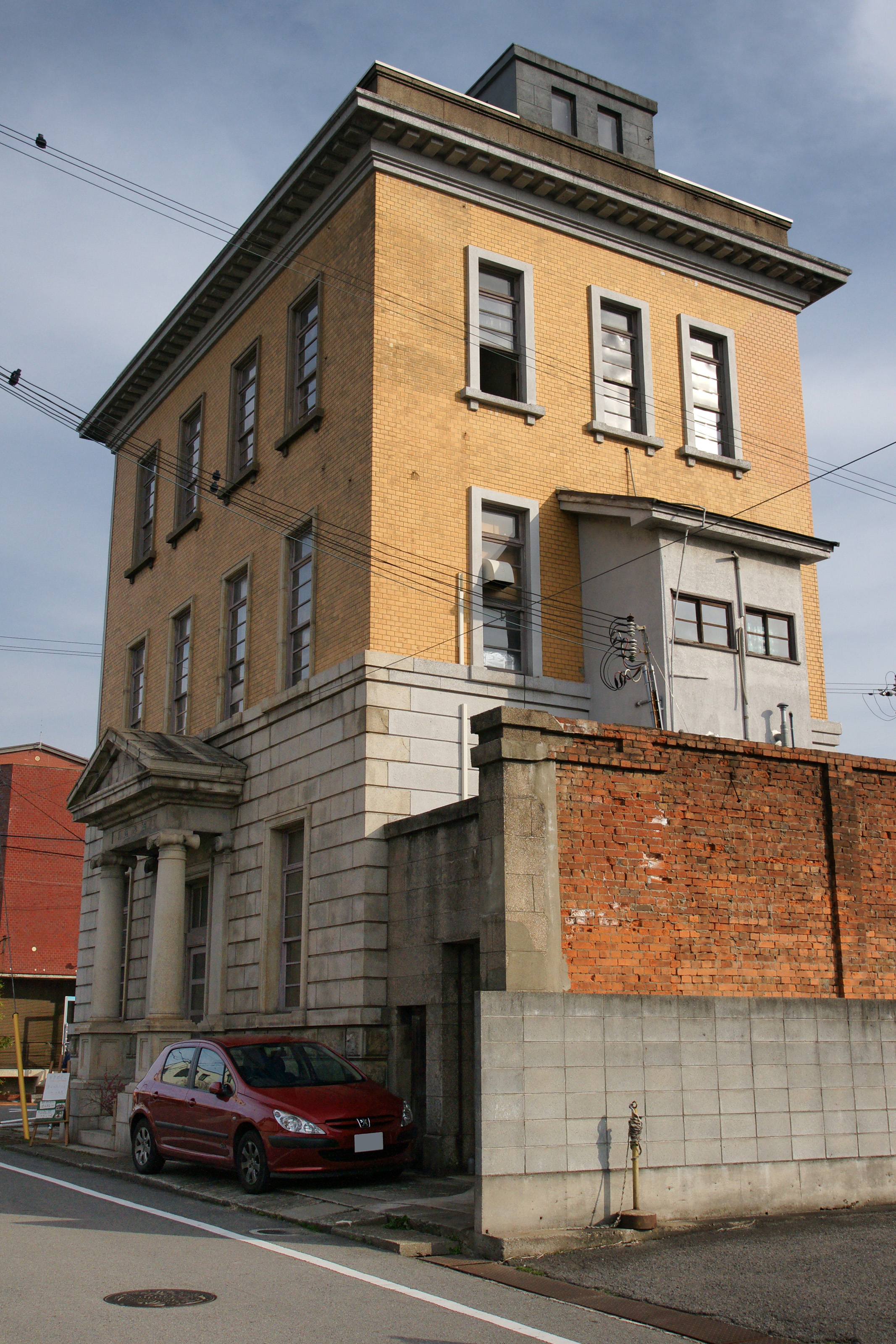
旧西本組本社ビル

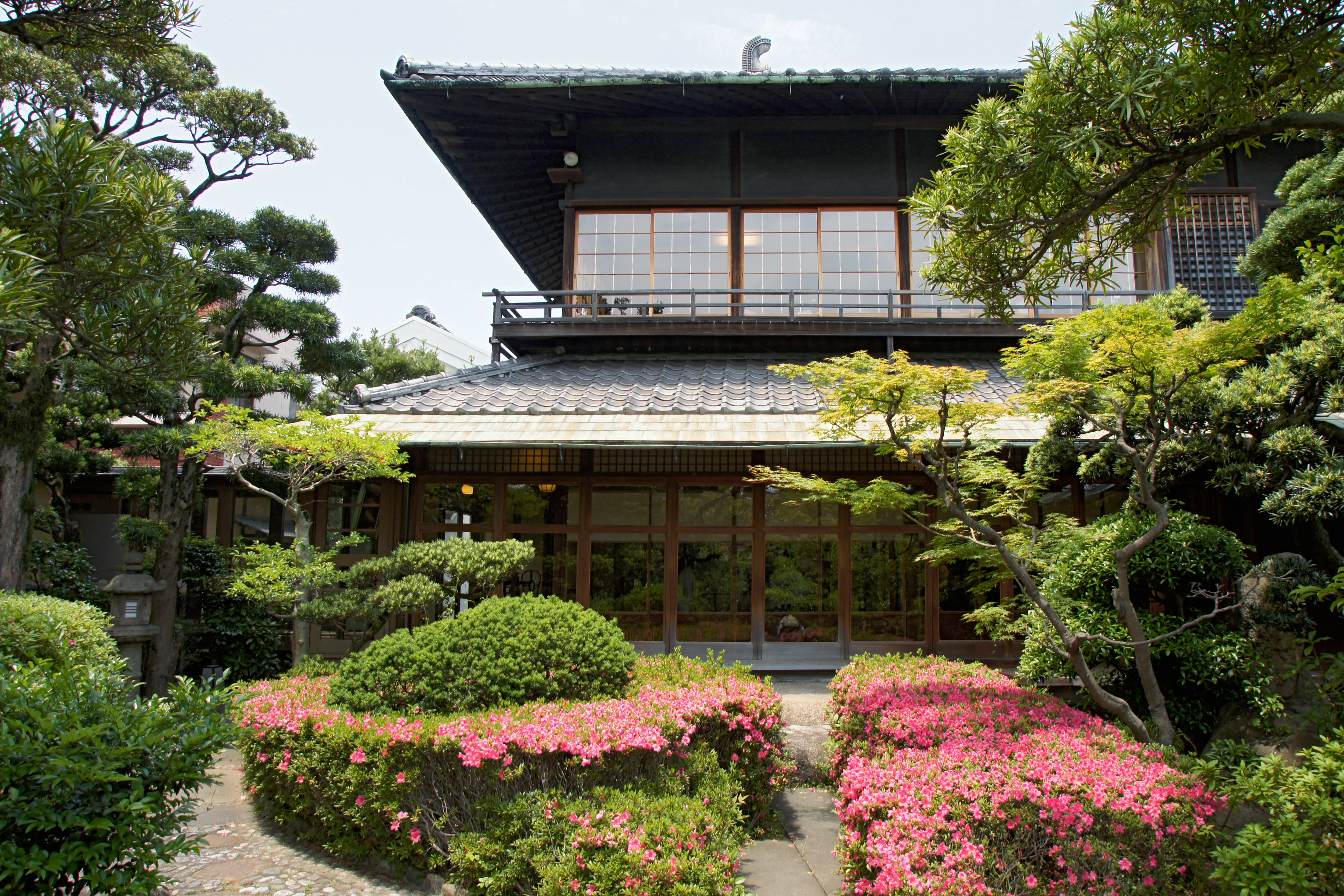
旧松井家別邸主屋（がんこ六三園）

- 和歌山電鐵貴志川線伊太祈曽駅プラットホーム及び上屋
- 和歌山電鐵貴志川線伊太祈曽駅検査場
- 和歌山電鐵貴志川線大池第一橋梁
- 和歌山電鐵貴志川線大池第二橋梁
- 和歌山電鐵貴志川線西大池第二橋梁
- 友ヶ島灯台
- 正住寺離れ座敷
- 稱念寺本堂
- 稱念寺山門
- 宮﨑家住宅主屋
- 宮﨑家住宅土蔵
- 宮﨑家住宅長屋門
- 和歌山県建築士会館
- 北山家住宅主屋
- 旧加太砲台弾廠
- 旧加太砲台厠
- 旧制和歌山中学校図書館（桐蔭高等学校同窓会館）
- 旧制和歌山中学校運動場スタンド（桐蔭高等学校運動場スタンド）
- 向井家住宅主屋
- 向井家住宅土蔵
- 向井家住宅表門及び袖塀
- 向井家住宅塀
- 旧土谷家住宅主屋（こむぎ処マルキ）
- 島影家住宅主屋
- 紀伊風土記の丘松下記念資料館
- 旧東山東農業協同組合事務所
- 志磨神社拝殿
- 志磨神社手水舎
- 志磨神社神門及び袖塀
- 多井家住宅主屋（旧吉田家住宅離れ）
- 多井家住宅（旧吉田家住宅）茶室
- 宮田家住宅主屋

### 海南市

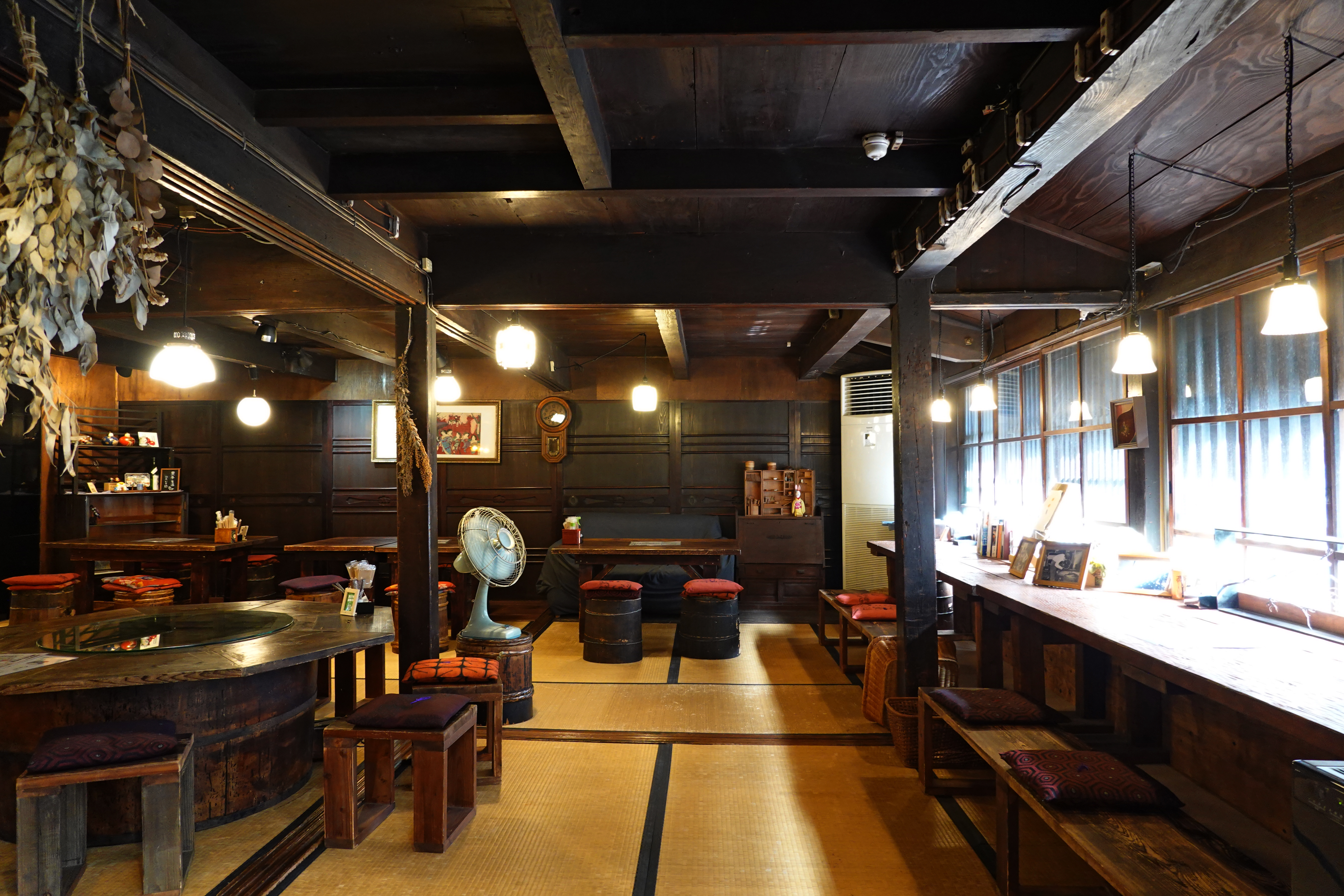
池庄漆器店

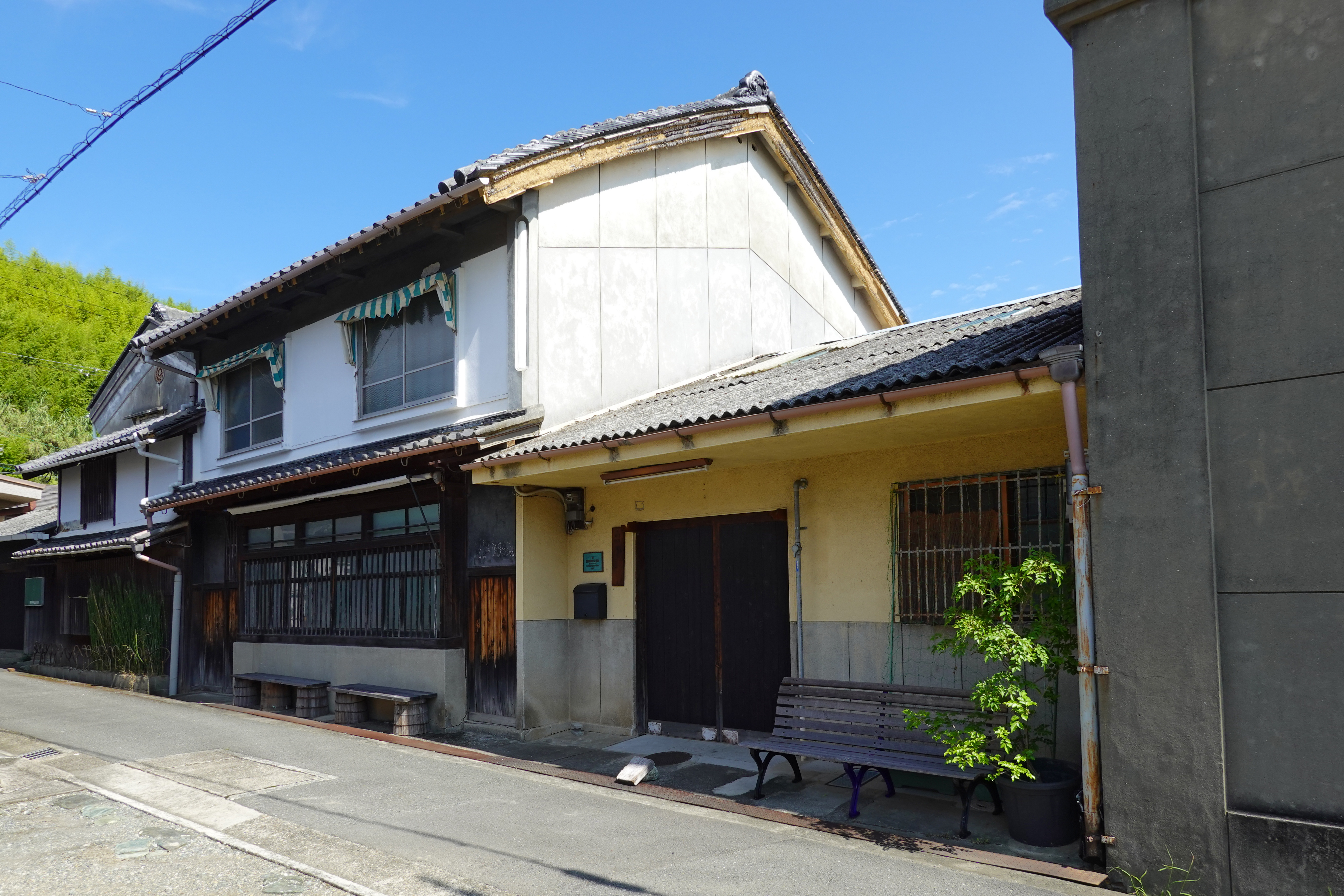
田島漆店旧工場

- 尾崎林太郎家住宅主屋
- 尾崎林太郎家住宅座敷
- 尾崎林太郎家住宅三階蔵
- 尾崎林太郎家住宅前蔵
- 池庄漆器店主屋
- 双青閣
- 山本勝之助商店事務所
- 山本勝之助商店店蔵1
- 山本勝之助商店店蔵2
- 山本勝之助商店店蔵3
- 山本家住宅主屋
- 山本家住宅内蔵一
- 山本家住宅内蔵二
- 山本家住宅隠居所
- 山本家住宅赤倉
- 山本家住宅門
- 山本家住宅石塀
- 中野家住宅主屋
- 畑田家住宅主屋
- 畑田家住宅門及び塀
- 田島漆店旧工場玄関棟
- 田島漆店旧工場食堂
- 田島漆店旧工場商品蔵
- 田島漆店旧工場新蔵
- 田島漆店旧工場詰場
- 一木旅館本館
- 一木旅館玄関棟
- 一木旅館旧館
- 一木旅館新館
- 一木旅館門及び塀
- 旧大石家住宅主屋
- 旧岩橋家住宅事務所兼主屋
- 旧岩橋家住宅煉瓦蔵
- 旧岩橋家住宅土蔵
- 法然寺本堂

### 紀の川市
- 河野家住宅主屋
- 河野家住宅離れ座敷
- 河野家住宅表門
- 小田井灌漑用水路木積川渡井
- 興山寺本堂
- 山﨑家住宅主屋
- 山﨑家住宅南蔵
- 山﨑家住宅北蔵
- 山﨑家住宅塀
- 井上家住宅（旧岩田家住宅）主屋
- 井上家住宅（旧岩田家住宅）土蔵
- 井上家住宅（旧岩田家住宅）長屋門
- 井上家住宅（旧岩田家住宅）土塀
- 旧制粉河高等女学校同窓会館（粉河高等学校同窓会館）洋館
- 旧制粉河高等女学校同窓会館（粉河高等学校同窓会館）和館
- 辻慶進堂離れ
- 辻慶進堂土蔵
- 北田家住宅離れ座敷
- 北田家住宅土蔵
- 淨願寺本堂
- 淨願寺庫裏
- 淨願寺宝蔵
- 淨願寺鐘楼
- 淨願寺手水舎
- 淨願寺山門

### 岩出市
- 福田家住宅主屋
- 福田家住宅米蔵及び納屋
- 福田家住宅北蔵
- 福田家住宅門
- 福田家住宅内塀
- 福田家住宅土塀

### 橋本市

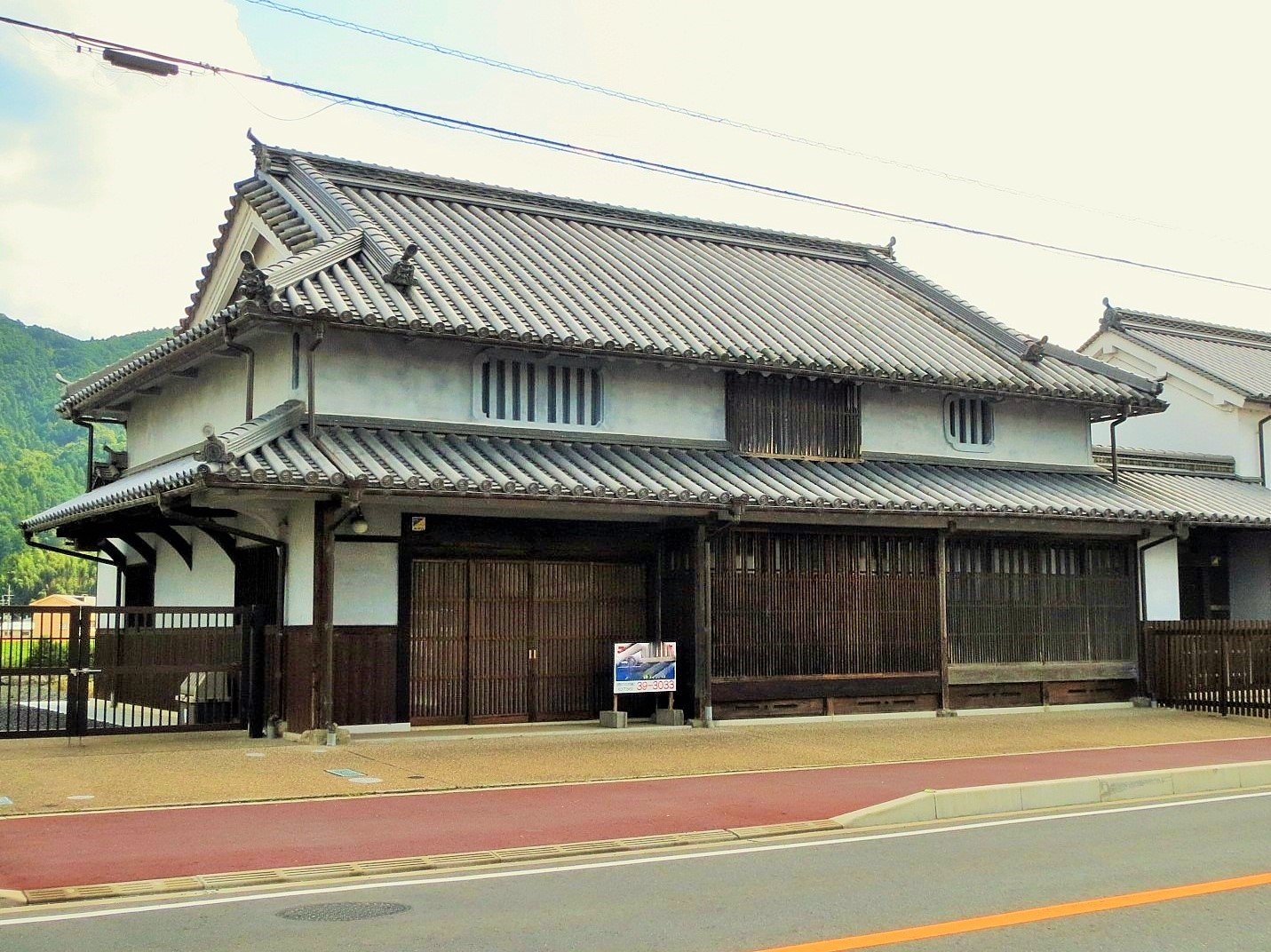
旧橋本本陣池永家住宅

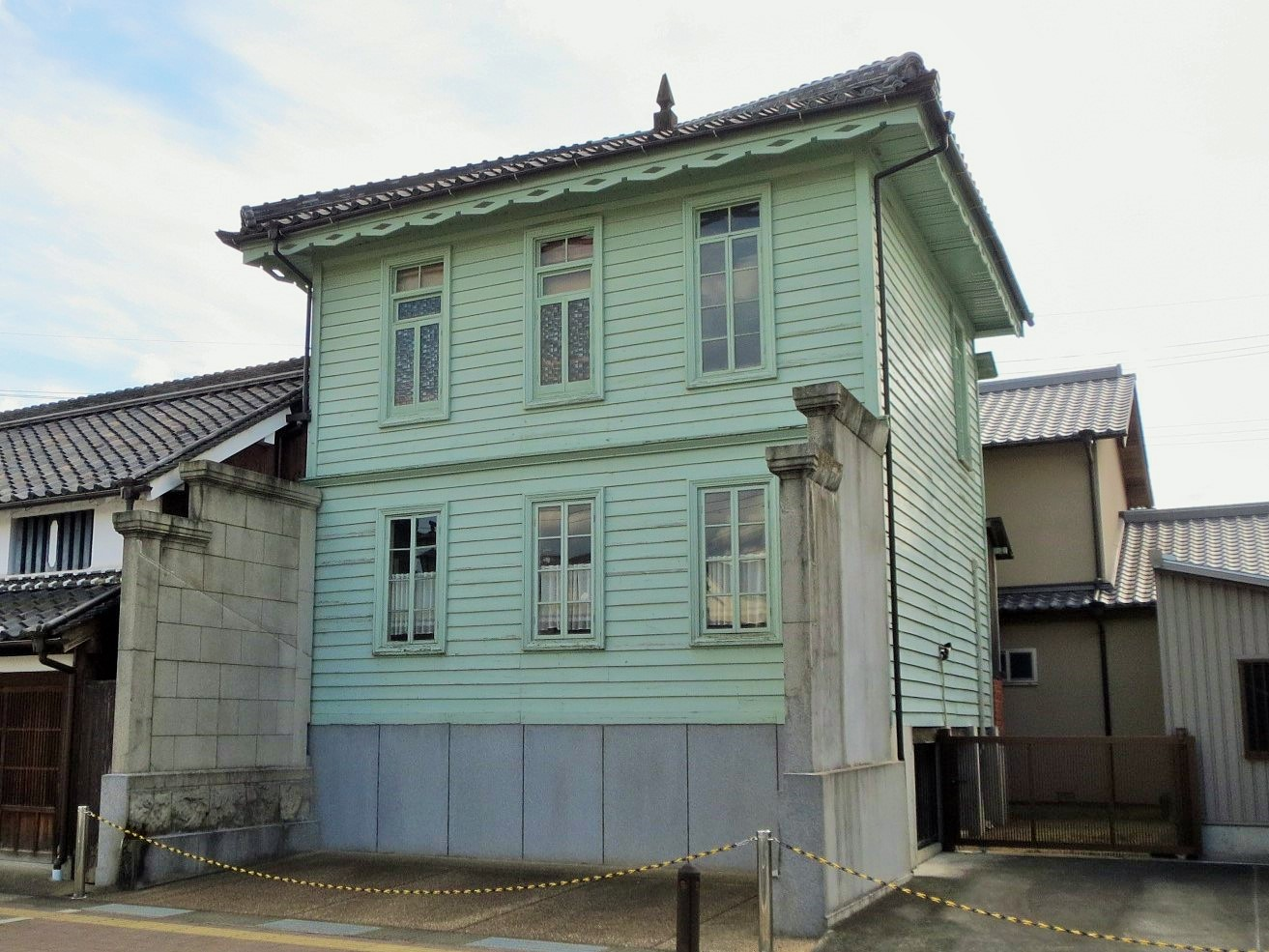
火伏医院病院棟

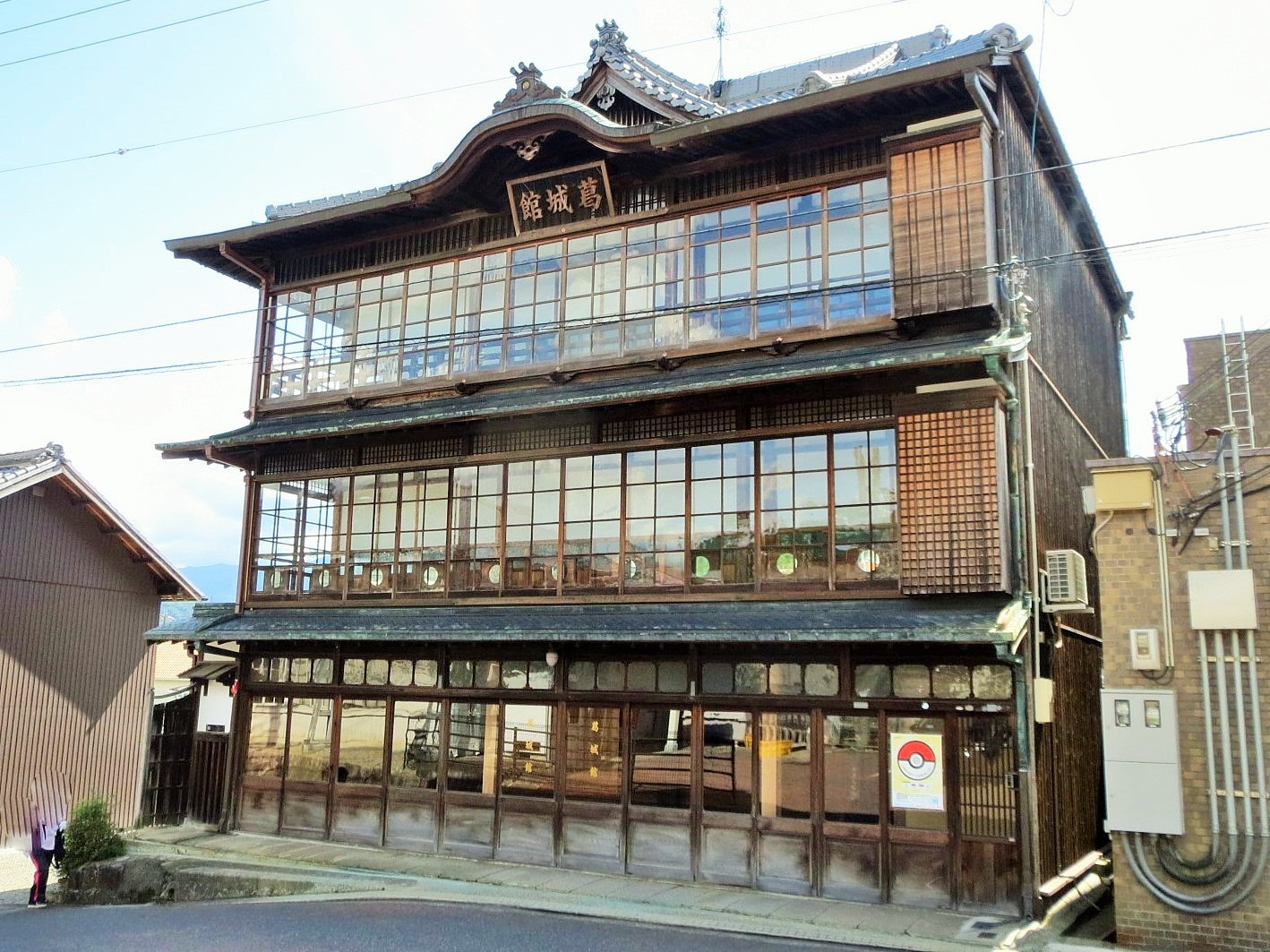
旧葛城館

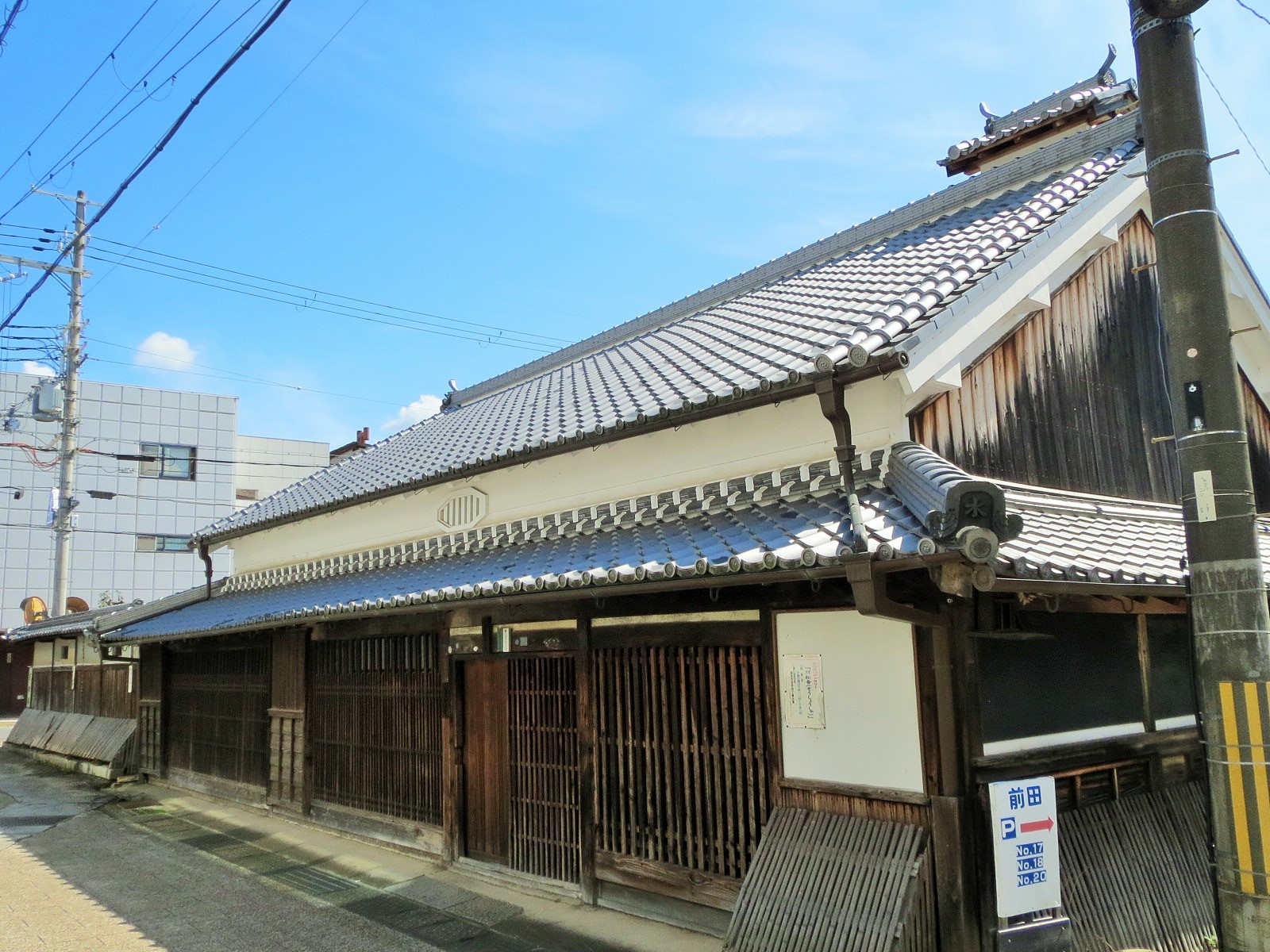
前田家住宅

- 旧橋本本陣池永家住宅主屋
- 旧橋本本陣池永家住宅離座敷
- 旧橋本本陣池永家住宅表門
- 旧橋本本陣池永家住宅土蔵
- みそや別館主屋
- みそや別館上蔵及び離れ座敷
- みそや別館下蔵
- 小林家住宅主屋
- 小林家住宅土蔵
- 火伏医院主屋
- 火伏医院病院棟
- 日本聖公会橋本基督教会旧礼拝堂
- 楠本家住宅主屋
- 楠本家住宅離座敷
- 楠本家住宅土蔵
- 楠本家住宅納屋
- 定福寺庫裏
- 旧葛城館
- 前田家住宅主屋
- 前田家住宅中書院
- 前田家住宅新書院
- 前田家住宅土蔵
- 豊島家住宅主屋
- 利生護国寺山門
- 上田家住宅主屋
- 上田家住宅離れ座敷
- 上田家住宅乾蔵
- 上田家住宅米蔵及び中蔵
- 岡本家住宅主屋
- 岡本家住宅離れ
- 岡本家住宅土蔵
- 岡本家住宅長屋門

### 伊都郡高野町

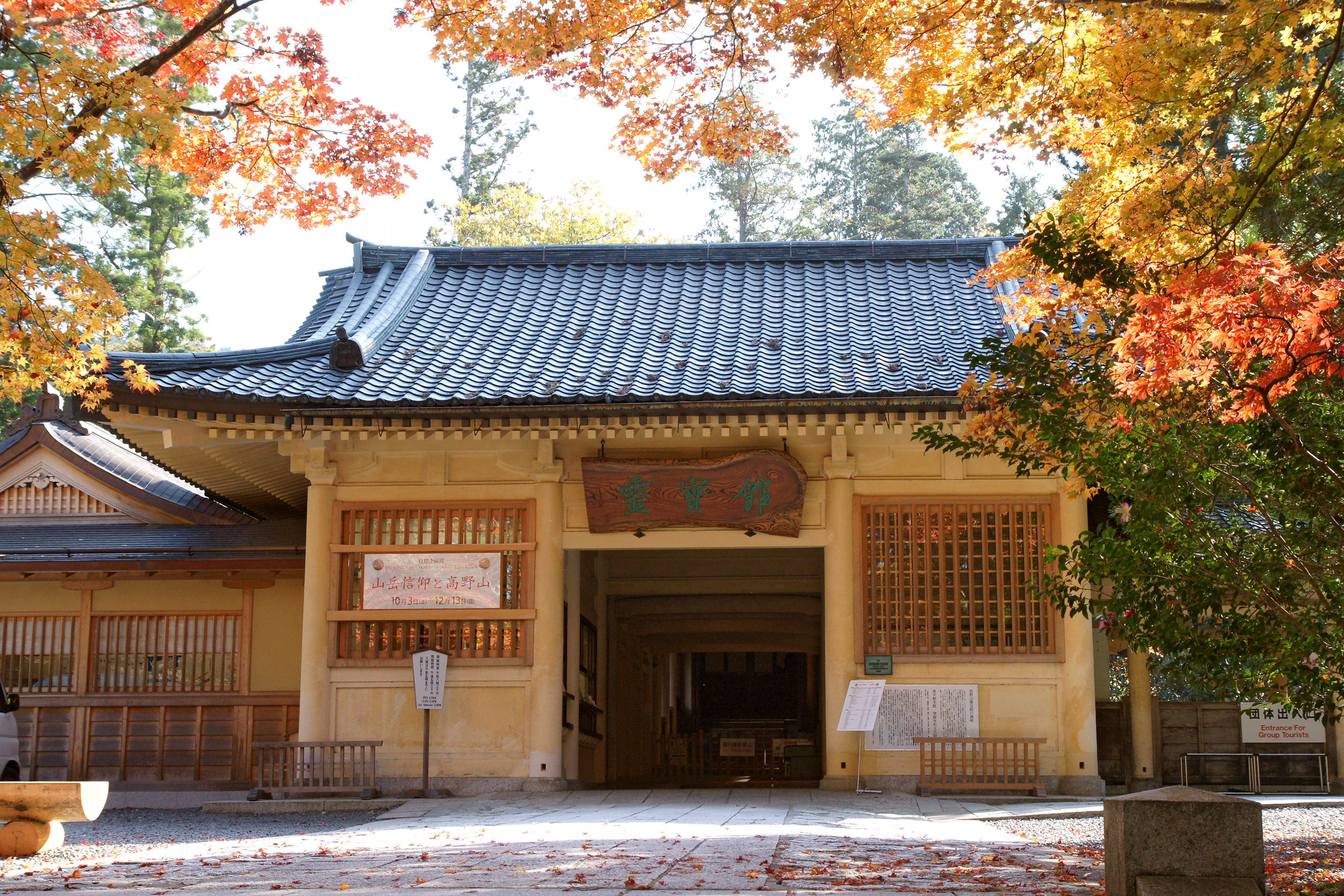
高野山霊宝館

- 高野山霊宝館紫雲殿
- 高野山霊宝館玄関・北廊・中廊
- 高野山霊宝館放光閣
- 高野山霊宝館南廊及び西廊
- 高野山霊宝館宝蔵
- 高野山大学図書館
- 橋本警察署高野幹部交番
- 数珠屋四郎兵衛店舗
- 南海電気鉄道鋼索線高野山駅駅舎
- 和合庵主屋
- 和合庵土蔵
- 和合庵門
- 和合庵塀
- 光臺院多宝塔
- 光臺院経蔵
- 密厳院苅萱堂

### 伊都郡九度山町
- 岡家住宅主屋
- 岡家住宅部屋
- 岡家住宅西蔵及び米蔵
- 岡家住宅中門
- 岡家住宅門屋
- 槇尾山明神社本殿
- 槇尾山明神社摂社弁財天社本殿

### 伊都郡かつらぎ町

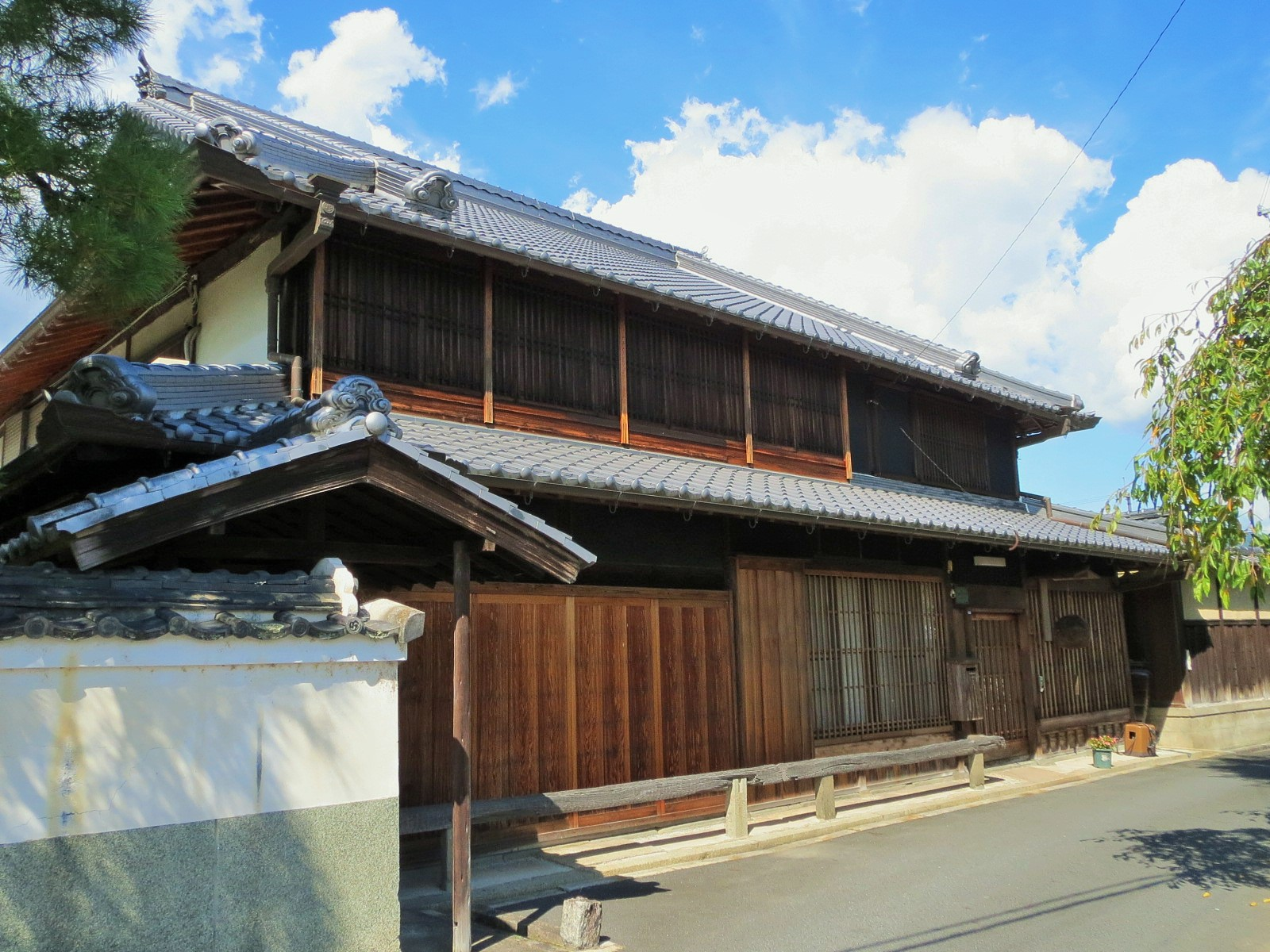
初桜酒造

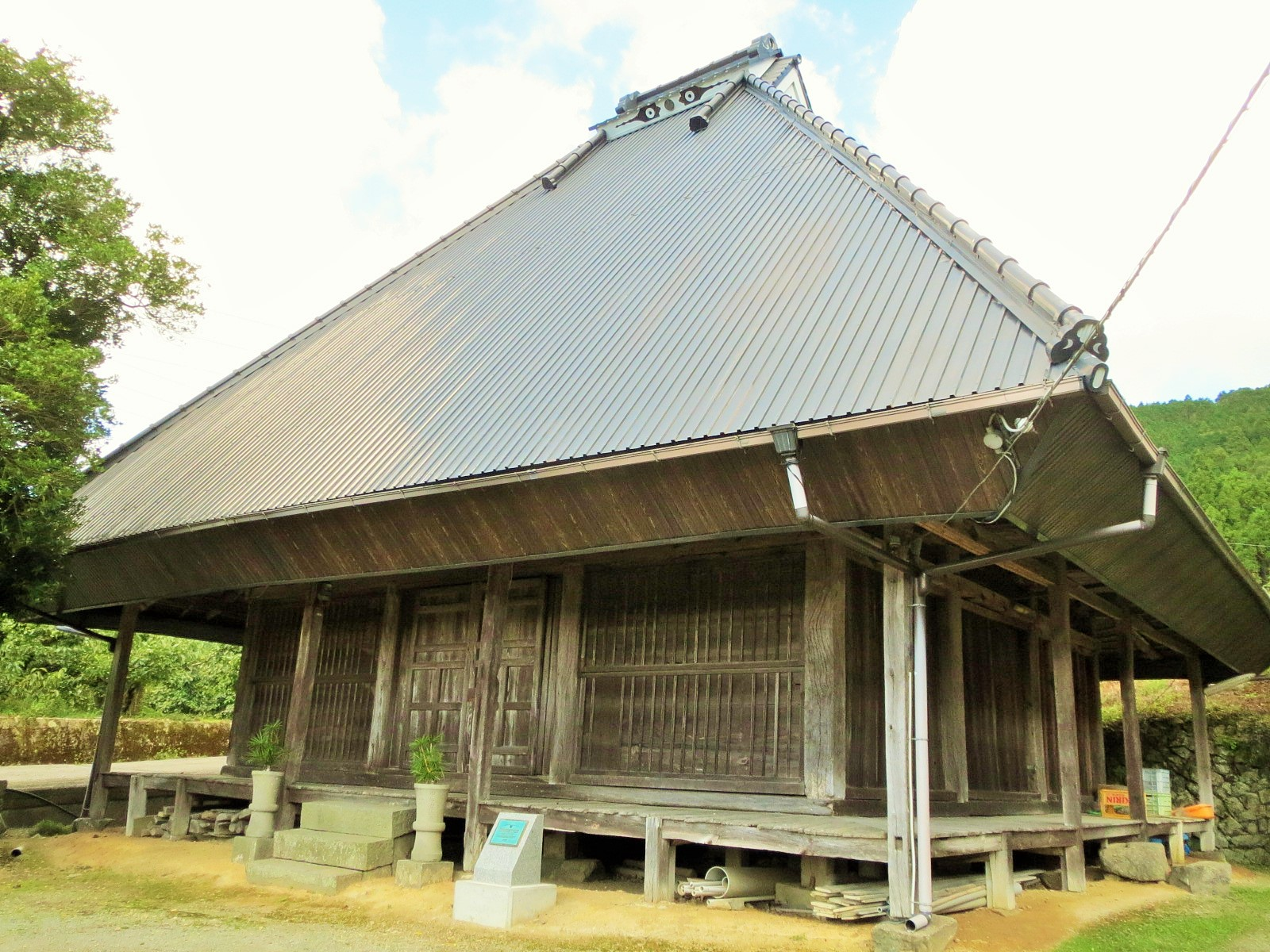
神野阿弥陀堂

- 小田井灌漑用水路龍之渡井
- 小田井灌漑用水路小庭谷川渡井
- 小田井灌漑用水路中谷川水門
- 初桜酒造主屋
- 初桜酒造仕込蔵
- 初桜酒造囲蔵
- 豊原家住宅主屋
- 豊原家住宅離座敷
- 的場家住宅主屋
- 的場家住宅離れ
- 的場家住宅土蔵
- 神野阿弥陀堂
- 堀越癪観音庫裏

### 海草郡紀美野町
- 上南家住宅主屋
- 上南家住宅ヒヤ
- 上南家住宅コナシヤ
- 上南家住宅長屋門

## 紀中

### 有田市
- 伊藤家住宅主屋
- 伊藤家住宅土蔵
- 伊藤家住宅納屋

### 御坊市

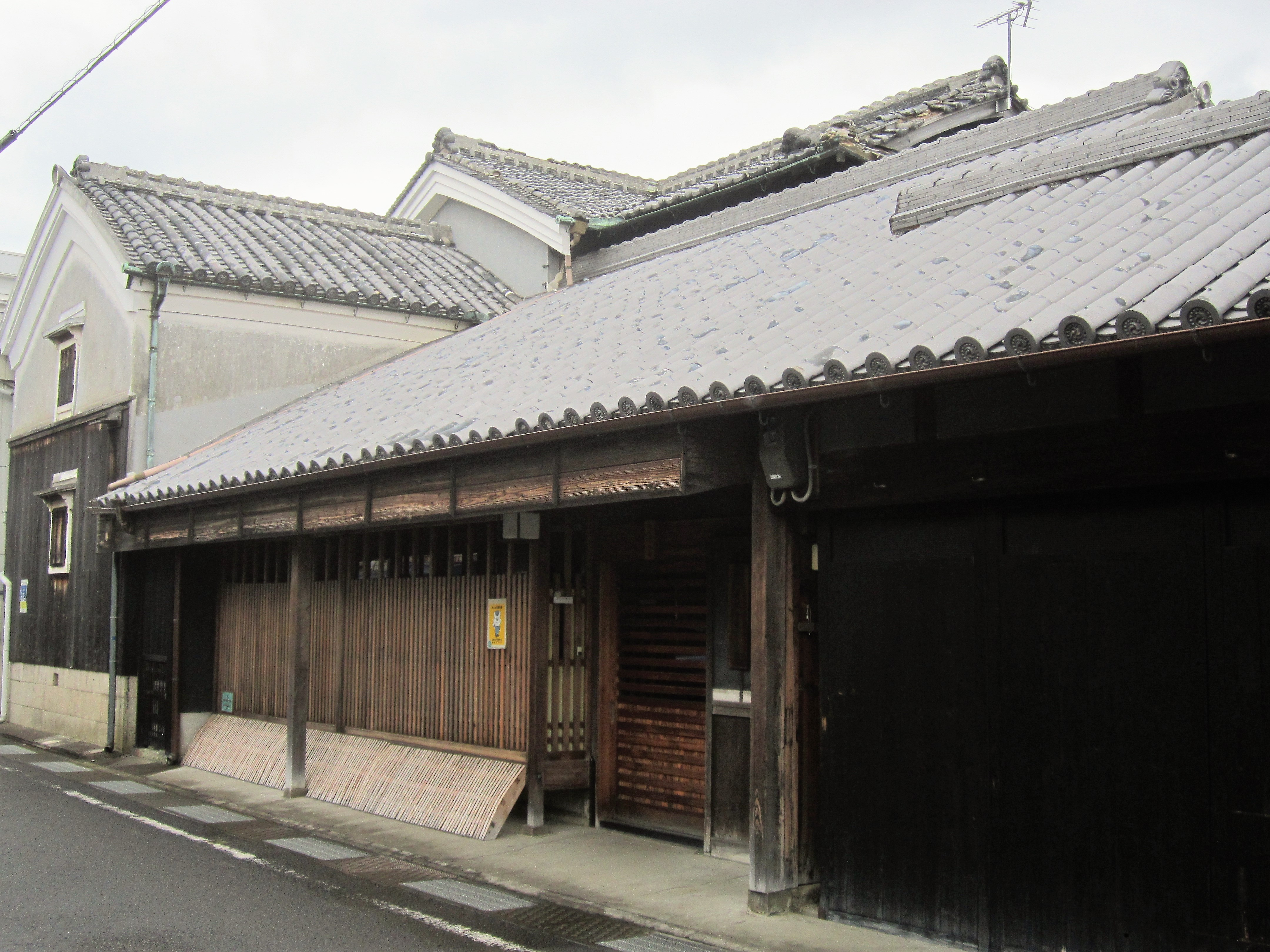
堀河屋又兵衛家住宅

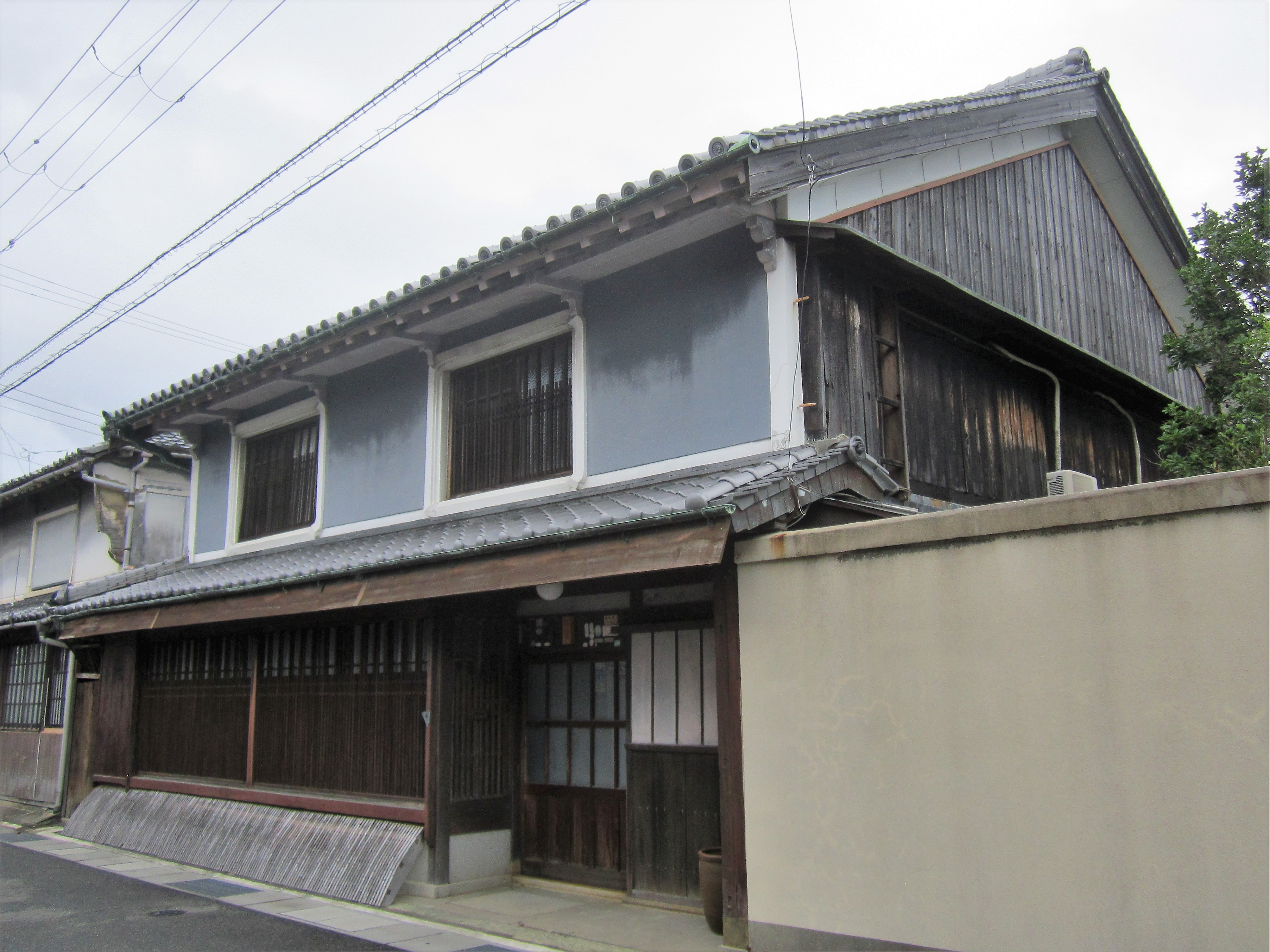
伊藤家住宅

- 堀河屋又兵衛家住宅主屋
- 堀河屋又兵衛家住宅土蔵
- 堀河屋野村店舗兼主屋
- 堀河屋野村土蔵
- 堀河屋野村第一仕込蔵
- 堀河屋野村第二仕込蔵
- 堀河屋野村作業蔵
- 伊藤家住宅主屋
- 伊藤家住宅離れ
- 佐竹家住宅主屋
- 佐竹家住宅離れ
- なかがわ（旧中川家住宅）主屋
- なかがわ（旧中川家住宅）東蔵
- なかがわ（旧中川家住宅）西蔵
- 伊勢屋北蔵
- 伊勢屋南蔵
- 笹野家住宅主屋
- 笹野家住宅離座敷
- 笹野家住宅土蔵
- 笹野家住宅表門及び塀
- 瀬戸家住宅主屋
- 瀬戸家住宅座敷
- 瀬戸家住宅旧女中部屋及び風呂
- 瀬戸家住宅文庫蔵
- 瀬戸家住宅穀蔵
- 瀬戸家住宅西蔵
- 瀬戸家住宅表門及び塀
- 橋本太次兵衛家住宅新座敷
- 橋本太次兵衛家住宅旧米穀集荷事務所
- 橋本太次兵衛家住宅土塀
- 久保田家住宅主屋
- 久保田家住宅新座敷
- 久保田家住宅長屋門
- 久保田家住宅塀
- 薗家住宅主屋
- 薗家住宅人形蔵
- 薗家住宅離れ
- 薗家住宅西土蔵
- 薗家住宅東土蔵
- 薗家住宅南土蔵
- 薗家住宅片塀

### 有田郡湯浅町

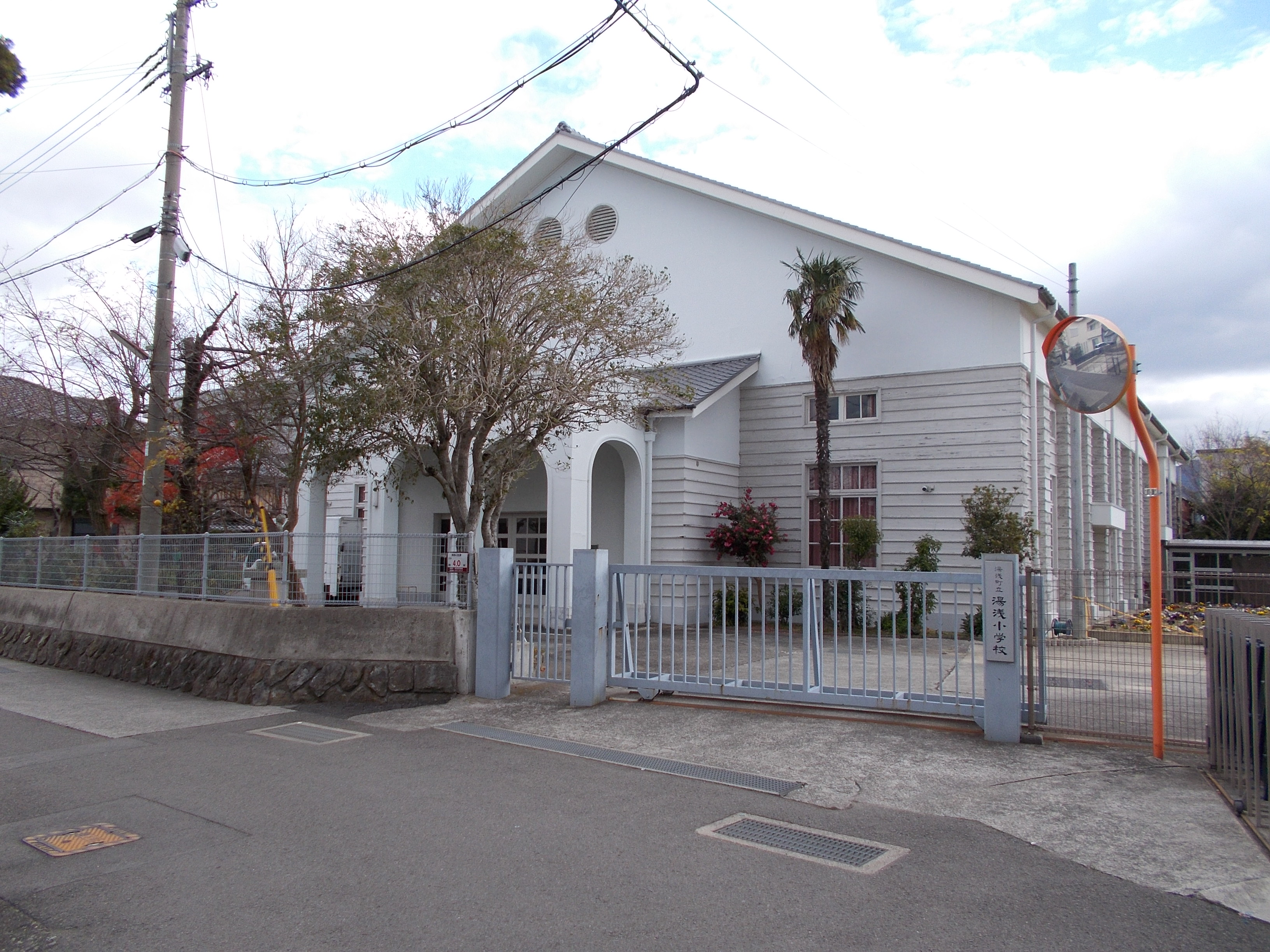
湯浅小学校講堂

- 湯浅小学校講堂
- 栖原角兵衛屋敷主屋
- 栖原角兵衛屋敷土蔵
- 栖原角兵衛屋敷土塀
- 旧堀田茶舗（立石茶屋）店舗
- 旧堀田茶舗（立石茶屋）座敷棟
- 旧堀田茶舗（立石茶屋）土蔵
- 阿瀬家住宅主屋
- 阿瀬家住宅道具蔵
- 阿瀬家住宅米蔵
- 旧国鉄紀勢西線紀伊湯浅駅本屋

### 有田郡広町
- 泉家住宅座敷
- 旧戸田家住宅主屋
- 旧戸田家住宅大座敷棟
- 旧戸田家住宅隠居棟
- 旧戸田家住宅網工場
- 旧戸田家住宅西蔵
- 旧戸田家住宅東蔵
- 浦家住宅主屋
- 浦家住宅隠居屋
- 浦家住宅文庫蔵
- 浦家住宅前蔵・中蔵及び櫨蔵
- 旧浦清兵衛商店店舗
- 﨑山家住宅主屋

### 有田郡有田川町
- 高垣酒造主屋
- 高垣酒造土蔵
- 高垣酒造仕込蔵
- 高垣酒造貯蔵庫
- 高垣酒造塀
- 川口家住宅主屋
- 川口家住宅応接間
- 川口家住宅離れ
- 川口家住宅納屋
- 川口家住宅土塀

### 日高郡美浜町
- 旧野田家住宅主屋
- 旧野田家住宅門及び塀
- 遊心庵（旧田中家住宅）主屋
- 遊心庵（旧田中家住宅）門及び塀

### 日高郡日高町
- 旧楠本家住宅（和田家住宅）離座敷
- 寒川家住宅主屋
- 寒川家住宅離れ
- 寒川家住宅土蔵
- 寒川家住宅表門
- 寒川家住宅塀
- 寒川家住宅小門
- 寒川家住宅石垣

### 日高郡印南町
- 森家住宅主屋
- 森家住宅隠居屋

### 日高郡みなべ町
- 大江家住宅主屋
- 大江家住宅大蔵
- 大江家住宅東蔵

## 紀南

### 田辺市
- 上御殿本館
- 亀屋旅館本館
- 旧南方家住宅主屋
- 旧南方家住宅書斎
- 旧南方家住宅土蔵
- 旧南方家住宅井戸屋形
- 旧上秋津小学校校舎（秋津野ガルテン）

### 新宮市

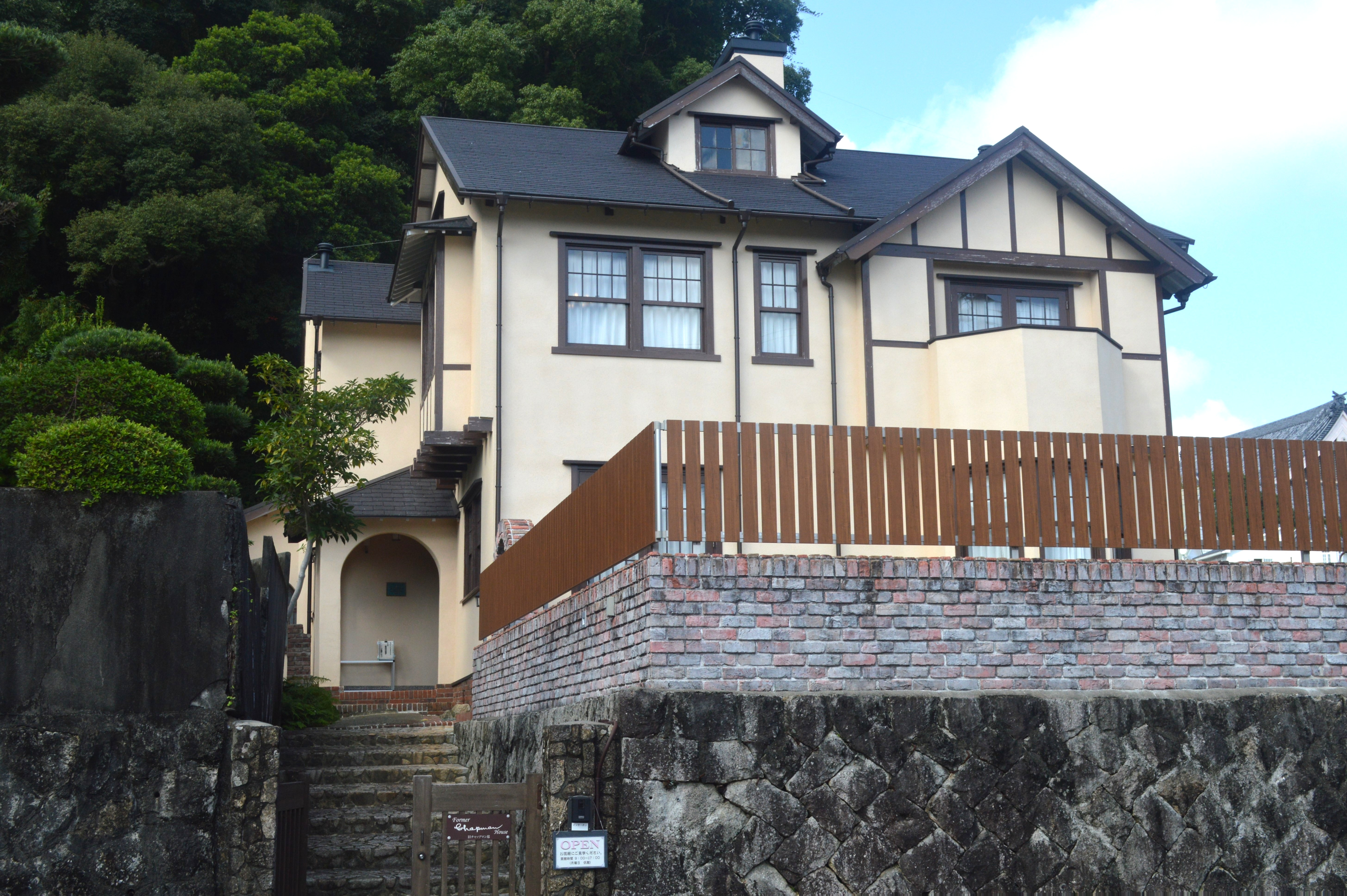
旧チャップマン亭

- 三輪崎青年会館
- 旧チャップマン邸主屋
- 旧チャップマン邸石段及び石垣
- 大前屋旅館
- 岡﨑家住宅（旧栗須家住宅）主屋
- 岡﨑家住宅（旧栗須家住宅）蔵
- 岡﨑家住宅（旧栗須家住宅）納屋
- 岡﨑家住宅（旧栗須家住宅）石塀
- 旧羽根学園熊野高等経理学校校舎

### 西牟婁郡白浜町

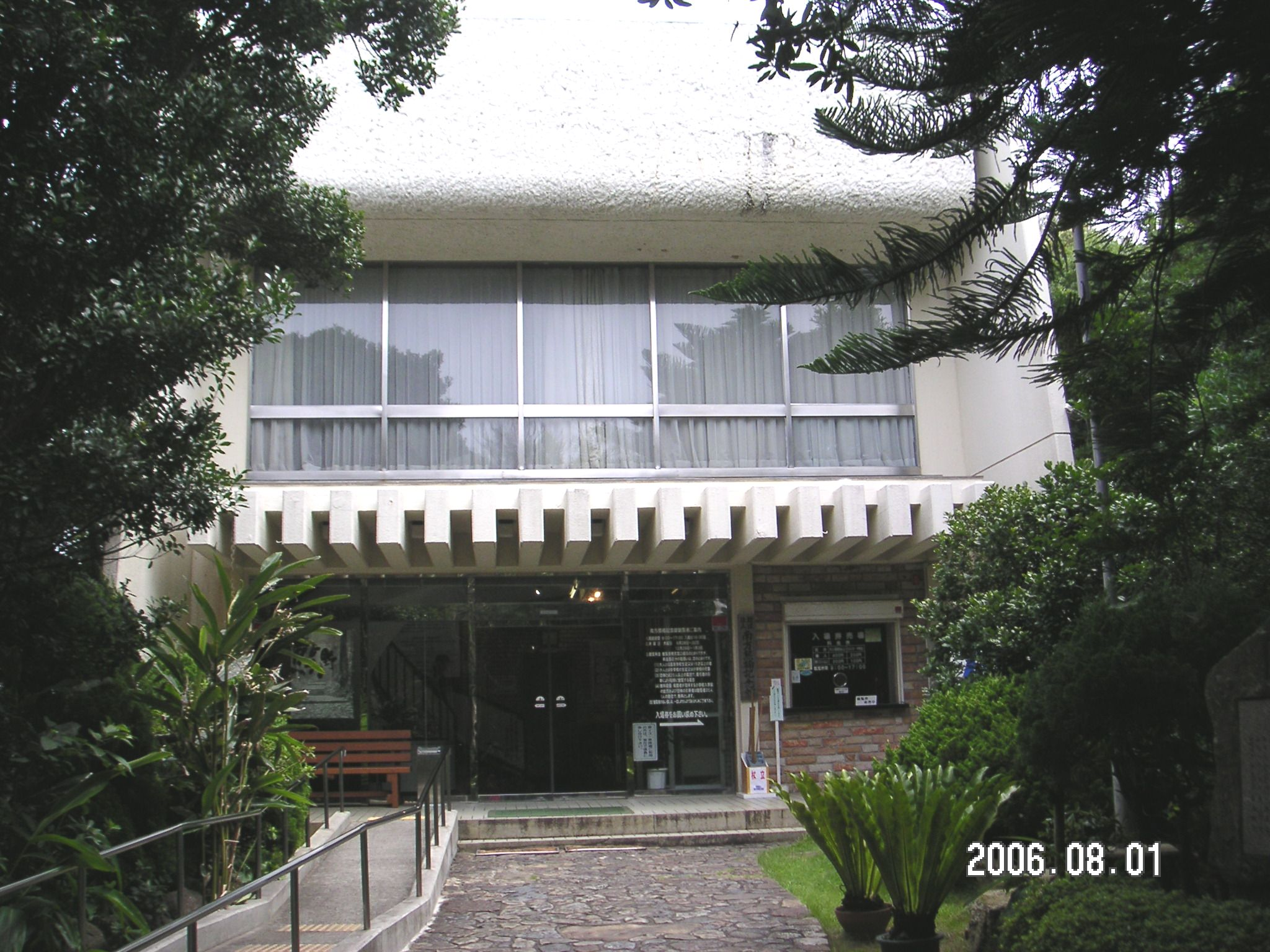
南方熊楠記念館本館

- 南方熊楠記念館本館

### 西牟婁郡上富田町
- 興禅寺庫裏

### 西牟婁郡すさみ町
- 福田家住宅主屋
- 福田家住宅離座敷
- 福田家住宅納屋
- 福田家住宅風呂及び便所
- 福田家住宅正門
- 福田家住宅西門
- 福田家住宅石垣及び土塀
- 井澗家住宅線香水車小屋

### 東牟婁郡那智勝浦町
- 日本基督教団紀南教会
- 楞厳寺本堂
- 楞厳寺石段及び石垣

### 東牟婁郡太地町
- 太地水産共同組合事務所

### 東牟婁郡古座川町
- 北海道大学和歌山研究林本館

### 東牟婁郡串本町

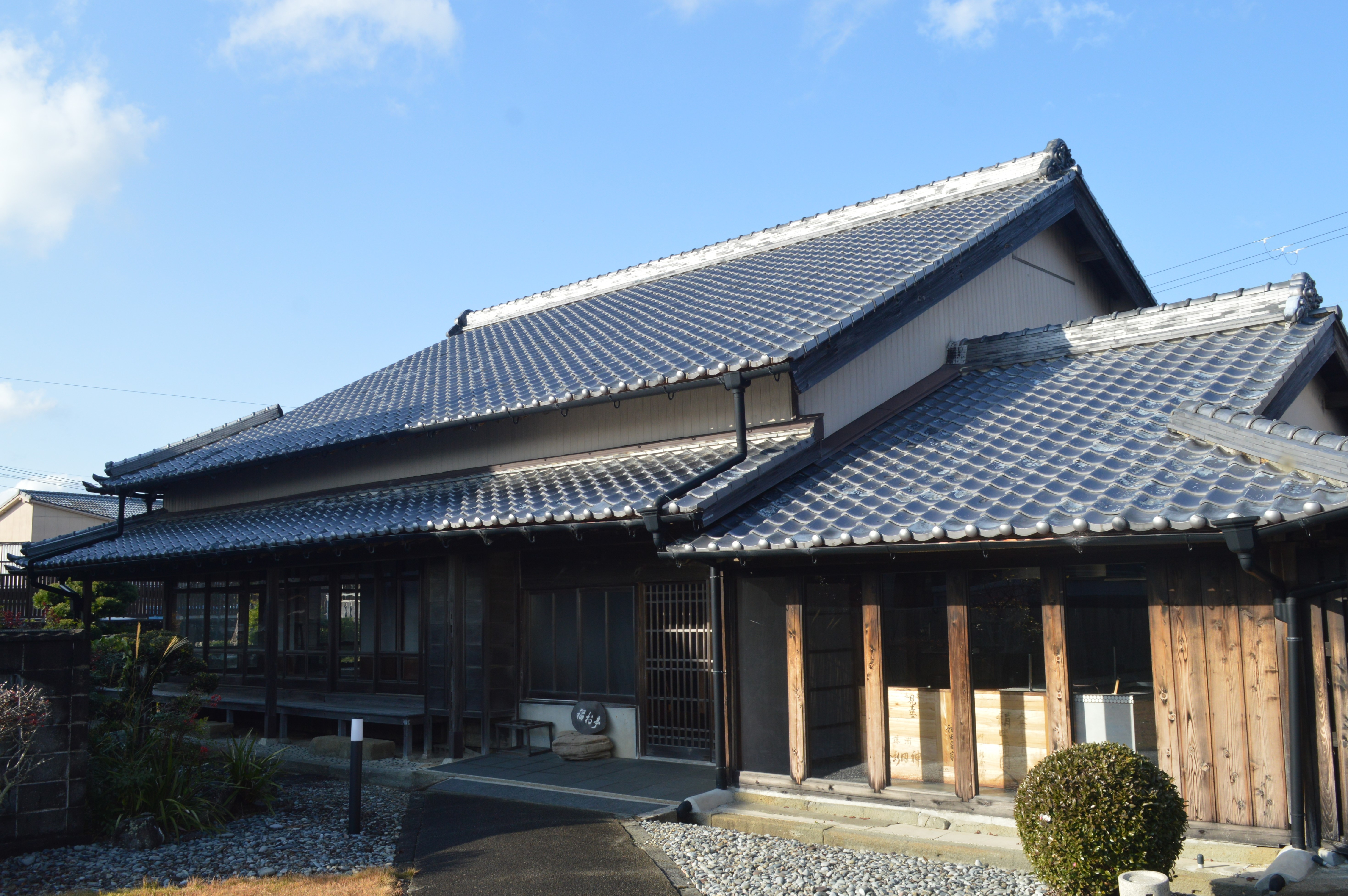
旧神田家別邸（稲村亭）

- 樫野埼灯台旧官舎
- 旧神田家別邸（稲村亭）
- 旧谷畑家住宅（こざがわ）主屋

### 東牟婁郡北山村
- 東光寺本堂
- 東光寺山門